# Alvinocarididae
Alvinocarididae is een familie van kreeftachtigen uit de klasse van de Malacostraca (hogere kreeftachtigen).

## Geslachten
- Alvinocaridinides Komai & Chan, 2010
- Alvinocaris Williams & Chace, 1982
- Chorocaris Martin & Hessler, 1990
- Manuscaris Komai & Tsuchida, 2015
- Mirocaris Vereshchaka, 1997
- Nautilocaris Komai & Segonzac, 2004
- Opaepele Williams & Dobbs, 1995
- Rimicaris Williams & Rona, 1986
- Shinkaicaris Komai & Segonzac, 2005